# People are People (album)
"People are People" este prima compilație a trupei Depeche Mode, care a fost lansată numai în SUA.

## Ediții și conținut

### Ediție originală
Ediție comercială în SUA
- cat.# 9 25124-2 (album pe CD, lansat de Sire)

1. "People Are People" (Single Version) - 3:45
2. "Now This Is Fun" (Single Version) - 3:23
3. "Love In Itself" (1, Album Version - Clean) - 4:21
4. "Work Hard" (Single Version) - 4:22
5. "Told You So" (Album Version) - 4:27
6. "Get The Balance Right" (Single Version) - 3:13
7. "Leave In Silence" (Single Version) - 4:00
8. "Pipeline" (Album Version) - 6:10
9. "Everything Counts" (In Larger Amounts) - 7:31

### Edițiile pe vinil (12") și pe casetă audio (MC)
Ediții comerciale în SUA
- cat.# 25124-1 (album pe disc de vinil de 12", lansat de Sire)
- cat.# 25124-4 (album pe casetă audio, lansat de Sire)

fața A:
1. "People Are People" (Single Version) - 3:45
2. "Now This Is Fun" (Single Version) - 3:23
3. "Love In Itself" (1, Album Version - Clean) - 4:21
4. "Work Hard" (Single Version) - 4:22
5. "Told You So" (Album Version) - 4:27

fața B:
1. "Get The Balance Right" (Single Version) - 3:13
2. "Leave In Silence" (Single Version) - 4:00
3. "Pipeline" (Album Version) - 6:10
4. "Everything Counts" (In Larger Amounts) - 7:31

### Ediția japoneză pe vinil (12")
Include în plus piesa "Master and Servant".
Ediție comercială în Japonia
- cat.# 	P-13097 (album pe disc de vinil de 12", lansat de Warner-Pioneer)

fața A:
1. "People Are People" (Single Version) - 3:45
2. "Now This Is Fun" (Single Version) - 3:23
3. "Love In Itself" (1, Album Version - Clean) - 4:21
4. "Work Hard" (Single Version) - 4:22
5. "Told You So" (Album Version) - 4:27

fața B:
1. "Get The Balance Right" (Single Version) - 3:13
2. "Leave In Silence" (Single Version) - 4:00
3. "Pipeline" (Album Version) - 6:10
4. "Everything Counts" (In Larger Amounts) - 7:31
5. "Master and Servant" (Album Version) - 4:12

## Single-uri
1. "Get the Balance Right" (7 septembrie 1983)
2. "People Are People" (16 mai 1984)